# Vortová
Vortová (en allemand : Wortowa) est une commune du district de Chrudim, dans la région de Pardubice, en République tchèque. Sa population s'élevait à 226 habitants en 2022.

## Géographie
Vortová se trouve à 6 km au sud-est du centre de Hlinsko, à 29 km au sud-sud-est de Chrudim, à 38 km au sud-sud-est de Pardubice et à 115 km à l'est-sud-est de Prague.
La commune est limitée par Hamry, Jeníkov et Kameničky au nord, par Chlumětín à l'est, par Herálec au sud-est et au sud, et par Studnice à l'ouest.

## Histoire
La première mention écrite de la localité date de 1548.

## Administration
La commune se compose de deux sections :
- Vortová
- Lhoty

## Transports
Par la route, Vortová se trouve à 9 km du centre de Hlinsko, à 39 km de Chrudim, à 48 km de Pardubice et à 155 km de Prague. 